# Tatsuhara Motoo
Tatsuhara Motoo (jap. 立原 元夫; * 14. Januar 1913 in der Präfektur Tokio; † November 1984) war ein japanischer Fußballspieler.

## Nationalmannschaft
1934 debütierte Tatsuhara für die japanische Fußballnationalmannschaft. Tatsuhara bestritt vier Länderspiele. Mit der japanischen Nationalmannschaft qualifizierte er sich für die Olympischen Spiele 1936.